# Знищення українських пам'ятників Росією
У цій статті наведено список пам'ятників України, знищених Росією після повномасштабного вторгнення в Україну в 2022 році.
- В Новоайдарі на Луганщині зруйнований пам’ятний знак полеглим захисникам Україн в Новоайдарському районі.[1] Пам’ятний знак воїнам АТО встановили у травні 2017-го.
- Пам’ятник генерал-майору ЗСУ Олександру Радієвському у Сєвєродонецьку.[1] Це був пам’ятник командиру військової частини з Кривого Рогу, який звільняв місто від загарбників 2-й армійський корпус (РФ)  влітку 2014-го. Олександр Радієвський загинув під час боїв біля Лисичанська 23 липня 2014. Монумент встановили до першої річниці загибелі військового.
- У міському парку Старобільська знищений пам’ятник воїнам АТО, загиблим за незалежність України.[1]
- В центрі Нижньосірогозької громади — смт Нижні Сірогози 23 вересня знесли пам’ятник учасникам АТО, загиблим за незалежність України після 2014 року. Пам’ятник учасникам Антитерористичної операції в Нижніх Сірогозах урочисто відкрили 16 жовтня 2018 року. З ініціативою про відкриття пам'ятного знака виступили члени громадської організації “Учасники антитерористичної операції Нижньосірогозького району”.[2]
- У Шевченковому на Харківщині зруйнували пам'ятник воїнам АТО захисникам України[3]
- Меморіал пам’яті військовослужбовцям-маріупольцям, які загинули в російсько-українській війні у Маріуполі. 3-го серпня пресслужба Маріупольської міськради повідомила: окупанти знищують у захопленому приморському місті меморіал пам’яті військовослужбовцям-маріупольцям, які загинули в російсько-українській війні.[1]
- Російські загарбники знесли в Мангуші пам’ятник Гетьману Сагайдачному[4]
- Пам'ятник на честь Василя Сліпака у 2016 році було встановлено військовими і волонтерами поблизу смт Миронівський у Бахмутському районі на Донеччині. Зруйнований рашиськими загарбниками.[5]
- Окупанти знесли пам’ятник Тарасу Шевченку у центрі Мелітополя (Запорізька область). Загарбники зробили це вночі, аби уникнути спротиву населення.[6]
- У тимчасово захопленому російськими загарбниками Херсоні знищили меморіал «Слава Україні».[7]
- Росіяни демонтували в Енергодарі пам’ятний знак "Герої нашого часу"[8]
- Окупанти знесли у Маріуполі меморіал жертвам Голодомору[9]